# Rockaway Park Shuttle
De Rockaway Park Shuttle is een pendeldiensttraject van de metro van New York in Queens. Het verbindt het station Rockaway Park–Beach 116th Street op The Rockaways met lijn A (de -trein) in het station Broad Channel op het gelijknamige eiland midden in Jamaica Bay. 
Deze trein rijdt op een voormalige traject van de Long Island Rail Road. Op weekdagen zijn er tien verbindingen per dag in de spitsuren waar het pendeldiensttraject wordt bediend door treinstellen van de A-dienst zelf die verder doorrijden door Queens, Brooklyn tot Manhattan. Buiten die treinen moeten passagiers na het nemen van de S-trein overstappen in Broad Channel.

## Stations
| Verklaring dienstregeling | Verklaring dienstregeling |
| ------------------------- | ------------------------- |
| Stops all times           | Stopt gehele dag          |

| Rockaway Park Shuttle service | Station                          | Handicapped/disabled access | Overstap |
| ----------------------------- | -------------------------------- | --------------------------- | -------- |
| Queens                        |                                  |                             |          |
|                               | Broad Channel                    |                             |          |
|                               | Beach 90th Street                |                             |          |
|                               | Beach 98th Street                |                             |          |
|                               | Beach 105th Street               |                             |          |
|                               | Rockaway Park–Beach 116th Street | Handicapped/disabled access |          |

 ·  ·  ·  ·  ·  ·  ·  ·  · 